# 東頭懲教所及白沙灣懲教所

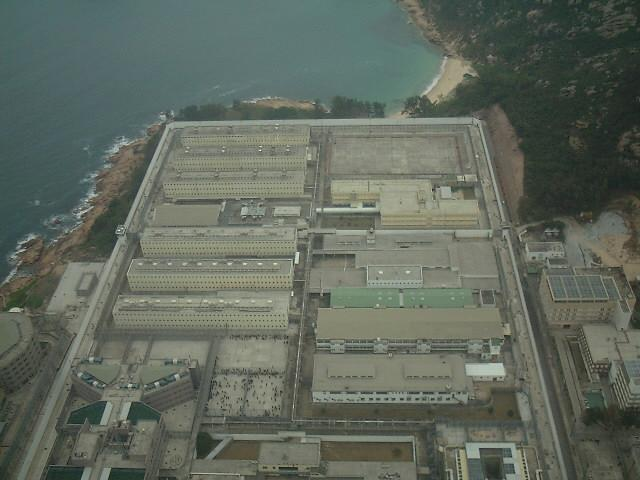
鳥瞰赤柱監獄（中），圖左下圓形建築物是白沙灣懲教所，而圖右下的則是東頭懲教所。

香港懲教署在香港島南區赤柱赤柱監獄的兩邊分別設置東頭懲教所和白沙灣懲教所。
- 東頭懲教所（英語：Tung Tau Correctional Institution），是懲教署轄下的一所低度設防的懲教所，位於赤柱東頭灣道70號，即赤柱監獄的西邊。該所於1982年投入服務，現收容男性成年低保安風險類別犯人。為配合「赤柱監獄地區重建計劃」，該所在旁邊加設一座附翼，並於1998年落成。[1]
- 白沙灣懲教所（英語：Pak Sha Wan Correctional Institution），在懲教署轄下的一所中度設防的懲教所，位於赤柱東頭灣道101號，即赤柱監獄的東邊。該所於1999年，為配合「赤柱監獄地區重建計劃」而投入服務，現關押男性成年犯人。[1]

現時兩間懲教所都是在赤柱監獄禁區之內，只限懲教署職員、赤柱已婚初級職員宿舍住客或經當局發予許可之人士（例如事先申請探監的犯人親友）進入，公眾人士不可隨意越過檢查閘。2013年，東頭懲教所成為香港第一所無煙監獄，只收容自願不吸煙的男性囚犯。而白沙灣懲教所亦於翌年成為第二所無煙監獄。

## 著名囚犯
- 趙恩來 - 前支聯會常委及荃灣區議會議員，因2020年「煽惑他人明知而參與未經批准集結」和「明知而參與未經批准集結」罪成，入獄8個月。

## 外部連結
- 懲教署：東頭懲教所 （页面存档备份，存于）
- 懲教署：白沙灣懲教所 （页面存档备份，存于）